# Shi
Shi (chiń. upr. 诗; chiń. trad. 詩; pinyin shī) – forma poezji chińskiej zbliżona do ody, przeważnie składa się z czterech lub ośmiu wierszy (czasami więcej), pojedyncza linia zawiera 5 lub 7 wyrazów/sylab.
Jednym z podstawowych gatunków tego rodzaju poezji było lüshi, składające się z ośmiu wersów.